# 597966 Laihe
597966 Laihe è un asteroide della fascia principale. Scoperto nel 2008, presenta un'orbita caratterizzata da un semiasse maggiore pari a 2,354963 UA e da un'eccentricità di 0,178962, inclinata di 22,614900° rispetto all'eclittica.